# Regió econòmica de Rússia
El territori de Rússia es divideix, amb finalitats estadístiques, en dotze regions econòmiques (en rus: экономические районы, ekonomítxeskie raioni).

## Presentació
Les regions econòmiques són un reagrupament dels subjectes federals, exclusivament per les necessitats econòmiques i estadístiques. En això difereixen dels districtes federals de Rússia que tenen una importància administrativa.
Aquestes regions econòmiques comparteixen les següents característiques:
- Tenir els objectius socials i econòmics comuns i la participació en programes de desenvolupament;
- Condicions i potencial econòmics relativament similars;
- Similars condicions de clima, ecologia i geologia;
- Similars mètodes d'inspecció tècnica en les noves construccions;
- Similars mètodes de supervisar els impostos;
- Condicions de vida similars de la població.

Cap subjecte federal pot pertànyer a més d'una regió econòmica.
Les regions econòmiques també s'agrupen en zones econòmiques i macrozones.
La fundació i abolició de les regions i zones econòmiques o qualsevol canvi en la seva composició la decideix el govern federal de Rússia

## Llista de les regions econòmiques

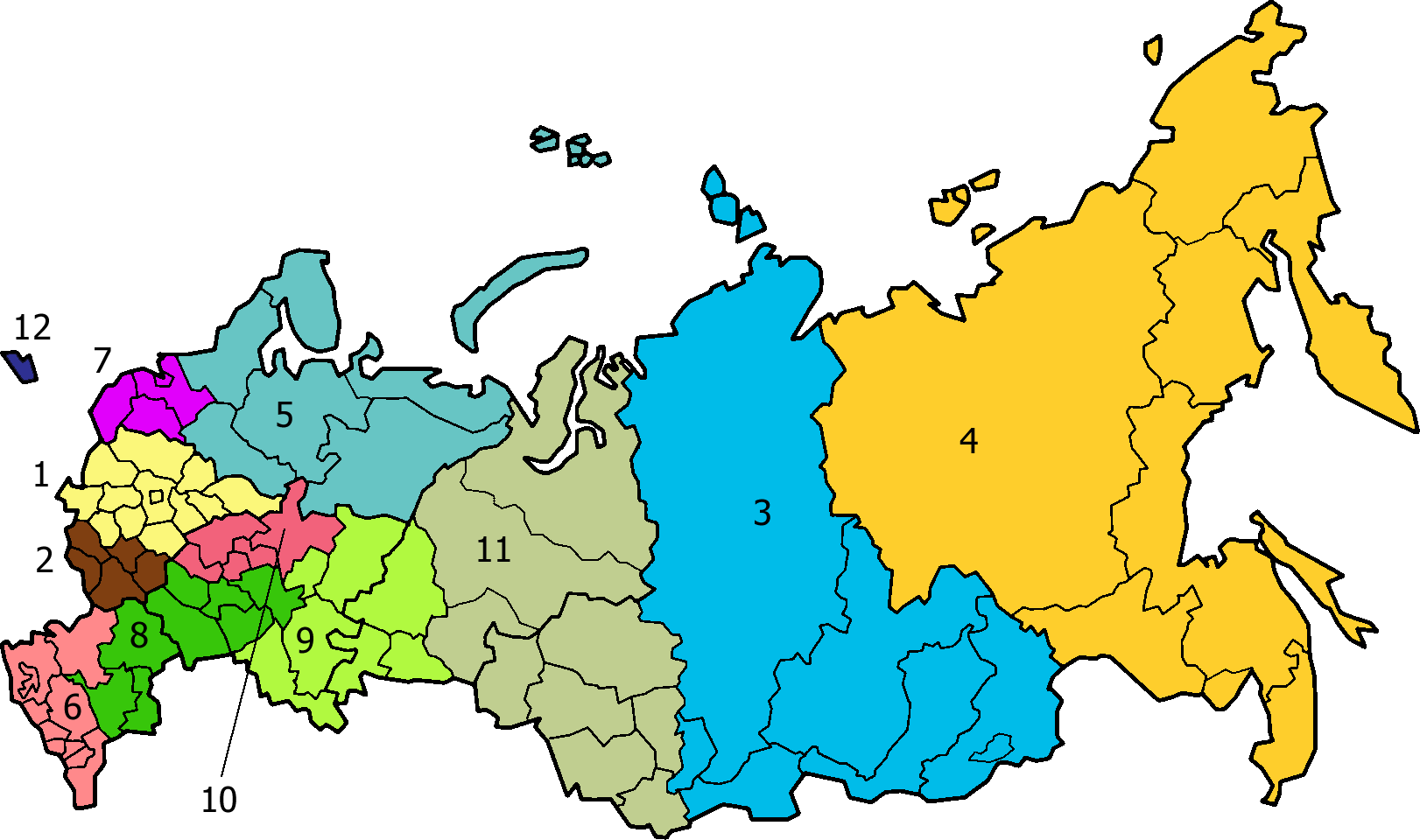
1. Regió econòmica del Centre
2. Regió econòmica del Centre-Txernozem
3. Regió econòmica de Sibèria de l'Est
4. Regió econòmica d'Extrem Orient
5. Regió econòmica del Nord
6. Regió econòmica del Caucas Nord
7. Regió econòmica del Nord-oest
8. Regió econòmica del Volga
9. Regió econòmica de l'Ural
10. Regió econòmica Volgo-Viatski
11. Regió econòmica de Sibèria de l'Oest
12. Óblast de Kaliningrad (forma part de la regió econòmica del Nord-oest i és una zona econòmica especial)

- Centre
- Centre-Txernozem
- Sibèria de l'Est
- Extrem Orient
- Nord
- Caucas Nord
- Nord-oest
- Volga
- Ural
- Volgo-Viatski
- Sibèria de l'Oest